# 凌霄岩
凌霄岩位于中国广东省阳春市河塱镇，是一个暗河溶洞。溶洞从暗河河面算起，有177米高，分四层，第一层为纵贯全洞的暗河组成，第二层为熔岩大厅，现正式命名为“凌霄大殿”，洞内柱林立；第三层和第四层皆为溶洞景观。
凌霄岩已被中华人民共和国国务院国土资源部列为中国国家地质公园。

## 参看
http://www.qwbiz.com/jieshao/jingdian/jd_1327.asp%5B%5D